# ماری ایو دینا ژان پیر
ماری ایو دینا ژان پیر (انگلیسی: Marie Yves Dina Jean Pierre؛ زادهٔ ۱۴ ژانویهٔ ۱۹۹۰) بازیکن فوتبال اهل هائیتی است.
وی همچنین در تیم ملی فوتبال Haiti بازی کرده‌است.